# Osyris speciosa
Osyris speciosa là một loài thực vật có hoa trong họ Santalaceae. Loài này được (A.W. Hill) J.C. Manning & Goldblatt mô tả khoa học đầu tiên năm 2000.